# Leuze-en-Hainaut
Leuze-en-Hainaut är en kommun i Belgien.   Den ligger i provinsen Hainaut och regionen Vallonien, i den västra delen av landet, 60 km sydväst om huvudstaden Bryssel. Antalet invånare är 13 486. Arean är 74 kvadratkilometer. Leuze-en-Hainaut gränsar till Frasnes-lez-Anvaing. 
Terrängen i Leuze-en-Hainaut är platt.
Trakten runt Leuze-en-Hainaut består till största delen av jordbruksmark. Runt Leuze-en-Hainaut är det ganska tätbefolkat, med 185 invånare per kvadratkilometer.